# مطار تشيانغ ري الدولي
مطار مايفاه لوانج شيانغ راي الدولي (باللغة تايلندية:ท่าอากาศยานแม่ฟ้าหลวง เชียงราย) (إياتا: CEI، إيكاو: VTCT) المطار الرئيسي لمدينة شيانج راي الواقعة في شمال تايلاند، يقع المطار علي بعد حوالي 10 كم من وسط مدينة شيانج راي، يعتبر مطار شيانج راي مطار دوليا ولكن حتي 2022 لا توجد رحلات دولية مباشرة.
قالت شركة مطارات تايلاند في عام 2014 إنها ستوسع مطار شيانغ راي. وتشمل الخطط بناء ممر إضافي للسيارات والمزيد من المحلات التجارية وربما تمديد المدرج . يجب أن يكتمل هذا في عام 2030.

## شركات الطيران والوجهات
| شركـات طيـران        | الوجهات                     | Refs  |
| -------------------- | --------------------------- | ----- |
| طيران نوك            | مطار دون موينغ              |       |
| Ruili Airlines       | مطار كونمينغ جانغشوي الدولي | [ 5 ] |
| طيران آسيا (تايلاند) | مطار دون موينغ              |       |
| Thai Lion Air        | مطار دون موينغ              |       |
| Thai Smile           | مطار سوفارنابومي الدولي     |       |
| Thai VietJet Air     | مطار سوفارنابومي الدولي     |       |